# Fontaine de Hajduk Veljko à Sokobanja
La fontaine de Hajduk Veljko à Sokobanja (en serbe cyrillique : Хајдук Вељкова чесма у Сокобањи ; en serbe latin : Hajduk Veljkova česma u Sokobanji) se trouve à Sokobanja et dans le district de Zaječar, en Serbie. Elle est inscrite sur la liste des monuments culturels protégés de la République de Serbie (identifiant no SK 767),.

## Présentation
La fontaine a été construite dans les premières décennies du XXe siècle. Elle rappelle que Hajduk Veljko a libéré une première fois Sokobanja des Ottomans en 1808.